# 波列斯克區

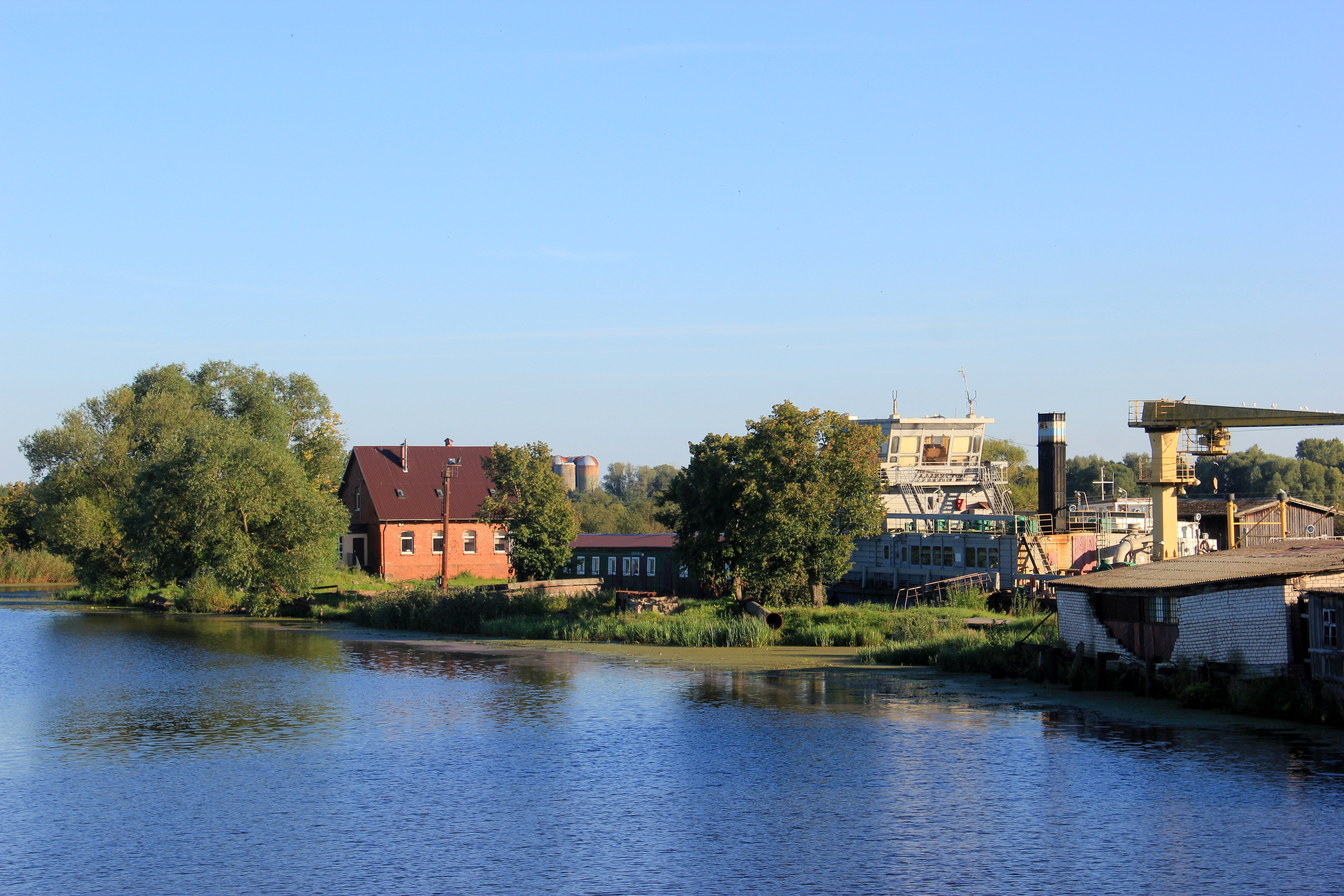

54°51′N 21°30′E / 54.850°N 21.500°E
波列斯克區（俄语：Полесский район），是俄羅斯的一個區，位於該國西北部，由加里寧格勒州負責管轄，始建於1946年4月7日，面積834.3平方公里，2010年人口19,205，人口密度每平方公里23.02人。